# Ilan Pappé
Ilan Pappé (hebrejsky: אילן פפה [iˈlan paˈpe]IPA; * 7. listopadu 1954) je izraelský historik žijící v zahraničí a socialistický aktivista. Je profesorem na Vysoké škole sociálních a mezinárodních studií na Exeterské univerzitě ve Velké Británii, ředitelem Evropského střediska pro palestinská studia univerzity a spoluředitelem Exeterského centra pro etnopolitická studia.
Pappé se narodil v Haifě v Izraeli. Před příchodem do Velké Británie byl docentem politologie na Haifské univerzitě (1984–2007) a předsedou Institutu Emila Toumy pro palestinská a izraelská studia v Haifě (2000–2008). Je autorem knih Etnické čištění Palestiny (2006, v češtině 2024), The Modern Middle East (2005), A History of Modern Palestine: One Land, Two Peoples (2003), and Britain and the Arab-Israeli Conflict (1988). Byl také vedoucím členem strany Chadaš, a na kandidátní listině strany pro volby do Knessetu v letech 1996 a 1999.
Pappé je jedním z izraelských Nových historiků, kteří od odtajnění příslušných dokumentů britské a izraelské vlády na počátku 80. let přepisují historii vzniku Izraele v roce 1948 a navazující vyhoštění nebo útěk 700 000 Palestinců ve stejném roce. Pappé napsal, že o vyhoštění nebylo rozhodnuto ad hoc, jak tvrdí jiní historici, ale představovalo etnické čištění Palestiny, v souladu s Plánem Dalet, vypracovaným v roce 1947 budoucími vůdci Izraele. Viní vznik Izraele jako příčinu neexistujícího míru na Blízkém východě a argumentuje tím, že Sionismus je nebezpečnější než islámská militantnost, a vyzval k mezinárodnímu akademickému bojkotu Izraele.
Pappé podporuje jednostátní řešení, které předpokládá dvojnárodnostní stát pro Palestince a Izraelce.
Jeho práce byla podporována i kritizována dalšími historiky. Než v roce 2007 opustil Izrael, byl odsouzen v Knessetu, izraelském parlamentu; ministr školství požadoval, aby byl propuštěn; jeho fotografie se objevila v novinách ve středu terče; a dostal několik hrozeb smrtí.

## Raný život a vzdělání
Pappé se narodil v Haifě, v Izraeli, židovským rodičům německého původu, kteří uprchli před nacistickou perzekucí ve 30. letech. Ve věku 18 let byl odveden do Izraelských obranných sil a sloužil v Golanských výšinách během Jomkipurské války v roce 1973. V roce 1978 promoval na Hebrejské univerzitě v Jeruzalémě a v roce 1984 získal doktorát z historie na Oxfordské univerzitě pod vedením Alberta Houraniho a Rogera Owena. Jeho dizertační práce se stala jeho první knihou, Britain and the Arab-Israeli Conflict.

## Akademická kariéra

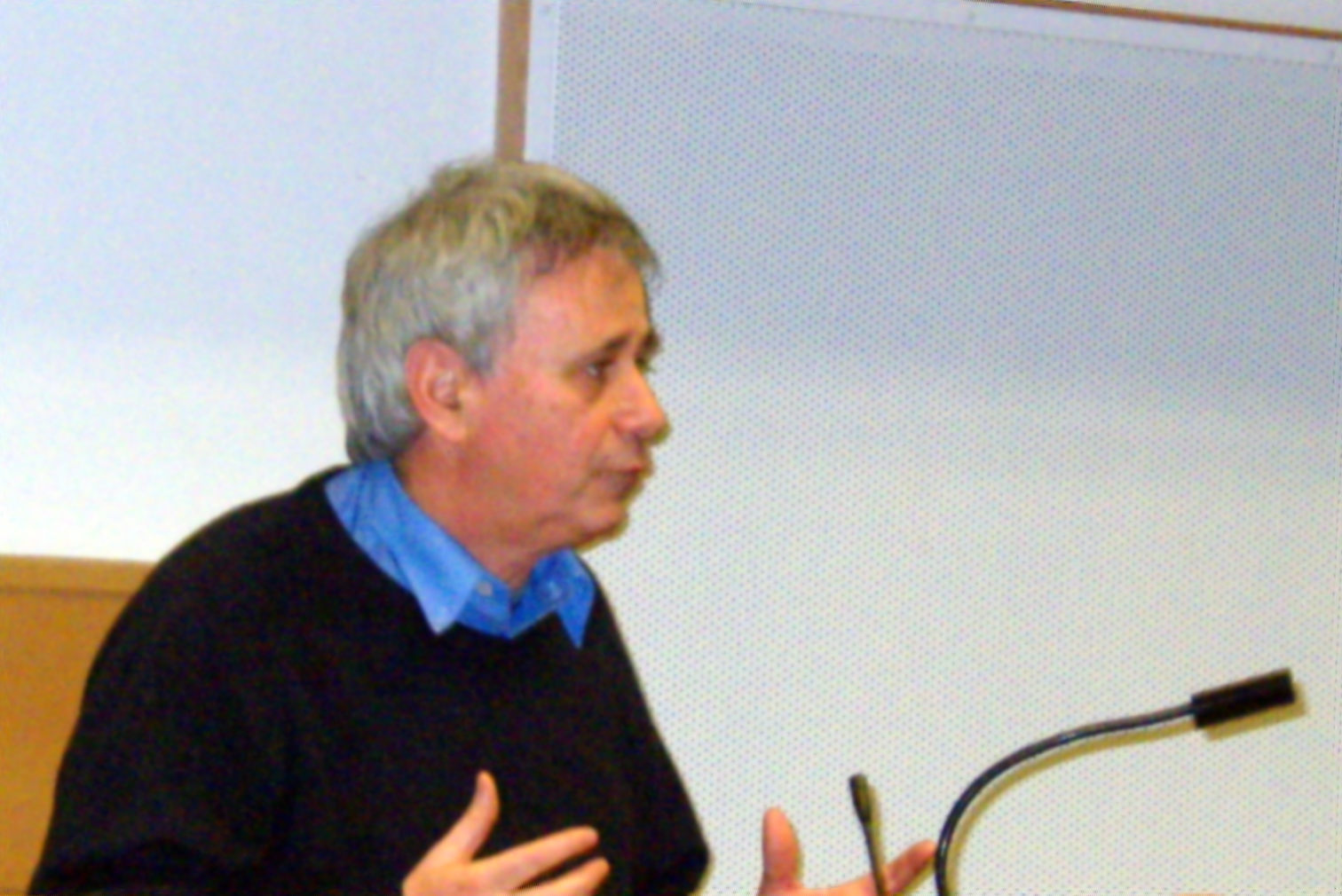
Pappé na přednášce na Manchesterské metropolitní univerzitě v roce 2008

Pappé byl v letech 1984 až 2006 docentem na Katedře dějin Středního východu a na Politologickém oddělení univerzity v Haifě. Od roku 1993 do roku 2000 byl akademickým ředitelem Výzkumného ústavu míru v Givat Haviva a předsedou Institutu Emila Toumy pro palestinská studia.
Pappé odešel z Izraele v roce 2007, aby se ujal svého jmenování v Exeteru, poté co jeho podpora bojkotu izraelských univerzit vedla prezidenta Haifské univerzity k vyzvání k jeho rezignaci. Pappé řekl, že pro jeho „nevítané názory a přesvědčení“, považoval „život v Izraeli stále těžší a těžší“. V rozhovoru pro katarské noviny vysvětloval své rozhodnutí takto: „Byl jsem na své univerzitě bojkotován a došlo k pokusům o moje propuštění ze zaměstnání. Každý den dostávám od lidí výhružné telefonáty. Nejsem vnímán jako hrozba pro izraelskou společnost, ale moji lidé si myslí, že jsem buď šílený, nebo že jsou mé názory irelevantní. Mnoho Izraelců také věří, že pracuji jako žoldnéř pro Araby.“ 

### Případ Katz
Pappé veřejně podporoval diplomovou práci studenta Haifské univerzity Teddyho Katze, která byla obhájena s vyznamenáním, podle které se Izrael dopustil masakru v palestinské vesnici Tantura během války v roce 1948, na základě rozhovorů s arabskými obyvateli vesnice a s izraelským veteránem operace. Ani izraelští, ani palestinští historici, dříve nezaznamenali žádnou takovou událost, kterou Meyrav Wurmser popsal jako „smyšlený masakr“, ale podle Pappého byl „příběh Tantury vyprávěn již dříve, již v roce 1950. . . Objevuje se v pamětech haifského prominenta, Muhammada Nimr al-Khatiba, který několik dní po bitvě zaznamenal palestinské svědectví.“ V prosinci 2000 byl Katz zažalován za urážku na cti veterány Alexandronské brigády a poté, co bylo vyslechnuto svědectví, stáhl své obvinění z masakru. O dvanáct hodin později své odvolání odvolal. Během soudu, právníci zastupující veterány poukázali na údajné rozpory mezi Katzem nahranými rozhovory a popisy v Katzově práci.
Katz svou práci přepracoval a po soudním řízení byla univerzitou jmenována komise, která ji přezkoumá. Hodnocení revidované práce bylo velmi smíšené, ale celkově neobhájila. Pappé nadále brání Katze i jeho tezi. Tom Segev a další tvrdili, že v tom, co popsal Katz, jsou klady nebo špetka pravdy. Podle izraelského nového historika Bennyho Morrise „neexistuje jednoznačný důkaz masakru ve velkém měřítku v Tantuře, ale byly tam spáchány válečné zločiny.“ 

## Politický aktivismus
V roce 1999, Pappe se ucházel o hlasy ve volbách do Knessetu jako sedmý na spojené kandidátce Izraelské komunistické strany a Chadaše.
Po letech politického aktivismu podporuje Pappé ekonomické a politické bojkoty Izraele, včetně akademického bojkotu. Věří, že bojkoty jsou ospravedlnitelné, protože „izraelská okupace je dynamický proces a každým dnem se zhoršuje. Rada asociací univerzitních učitelů (Council of Association of University Teachers; AUT) si může vybrat, zda bude stát a nedělat nic, nebo být součástí historického hnutí podobného kampani proti apartheidu proti bílému supremacistickému režimu v Jihoafrické republice. Výběr této možnosti nás může posunout vpřed k jediné zbývající životaschopné a nenásilné cestě k záchraně Palestinců i Izraelců před hrozící katastrofou.“ 
If it is possible Israel's conduct in 1948 would be brought onto the stage of international tribunals; this may deliver a message even to the peace camp in Israel that reconciliation entails recognition of war crimes and collective atrocities. This cannot be done from within, as any reference in the Israeli press to expulsion, massacre or destruction in 1948 is usually denied and attributed to self hate and service to the enemy in times of war. This reaction encompasses academia, the media and educational system, as well as political circles.
PAPPÉ, Ilan. Arab-Jewish Relations: From Conflict to Resolution?. Redakce Podeh Elie. Brighton: Sussex Academic Press, 2005. Kapitola The Process That Never Was, s. 244.
 V důsledku toho vyzval někdejší prezident Haifské univerzity Aaron Ben-Ze'ev Pappého k rezignaci, a řekl: „Je vhodné, aby někdo, kdo požaduje bojkot své univerzity, použil bojkot sám.“  Řekl, že Pappé nebude vyloučen, protože by to oslabilo akademickou svobodu, ale měl by odejít dobrovolně. Ve stejném roce zahájil Pappé výroční Izraelskou konference o Právu na návrat, které požaduje bezpodmínečné Právo na návrat palestinských uprchlíků, kteří byli vyhnáni v roce 1948.
V srpnu 2015, Pappe byl signatářem dopisu kritizující zprávy The Jewish Chronicle o propojení Jeremyho Corbyna s údajnými antisemity.

## Kritika
Knihy Ilana Pappého byly chváleny Avim Shlaimem, Walidem Khalidim, Richardem Falkem, Ellou Shohat, Nur Masalha a Johnem Pilgerem kromě dalších.
Mezi kritiky jeho práce patří Benny Morris (který popsal některé z Pappeova psaní jako „úplné výmysly“ a obvinil ho z nedbalé nebo nečestné práce), Efraim Karsh, Herbert London a Steven Plaut, jakož i profesoři Daniel Gutwein  a Yossi Ben-Artzi z Haifské univerzity. Pappé odpověděl na tuto kritiku, odsoudil Morrise za to, že zastává „odporné rasistické názory na Araby obecně a zejména na Palestince“.
V roce 2012 Časopis Palestinských studií (JPS) přeložil a zveřejnil dopis Ben-Guriona z roku 1937 poté, co proizraelská skupina pro monitorování médií CAMERA nahlásila chybu v článku, který Pappé napsal pro JPS, poté co je CAMERA informovala, že citace v článku byla nesprávně připsána Ben-Gurionovi. JPS nicméně uvedl, že přeložený dopis potvrdil, že bez ohledu na chyby v Pappého citaci, byl základní výklad dopisu poskytnutý Pappého článkem a knihou správný. CAMERA čelila poskytnutím původního, ručně psaného dopisu od Ben-Guriona, a obviňovala nejen z toho, že byla příslušná věta nesprávně přeložena, ale v článeku byl také nesprávně interpretován kontext tohoto dopisu.

## Publikovaná práce

### Knihy
- (společně s Noamem Chomským)  [s.l.]: [s.n.] ISBN 978-1-60846-470-8.
- The Idea of Israel: A History of Power and Knowledge. New York: Verso. 2014.
- The Bureaucracy of Evil: The History of the Israeli Occupation. Oxford: Oneworld Publications. 2012.
- "The Boycott Will Work: An Israeli Perspective" in Audrea Lim (ed.) The Case for Sanctions Against Israel. London & Brooklyn, NY: Verso. 2012.
- The Forgotten Palestinians: A History of the Palestinians in Israel. New Haven, CT: Yale University Press. 2011.
- (společně s Noamem Chomským) Gaza in Crisis: Reflections on Israel's War Against the Palestinians (Hamish Hamilton, 2010). ISBN 978-0-241-14506-7
- Out of the Frame: The Struggle for Academic Freedom in Israel. London: Pluto Press. 2010.
- The Rise and Fall of a Palestinian Dynasty: The Husaynis, 1700–1948. London: Saqi Books. 2010.
- Etnické čištění Palestiny (London and New York: Oneworld, 2006, ISBN 1-85168-467-0; Praha: Nakladatelství Alarm, 2024, ISBN 978-80-908712-7-4)
- The Modern Middle East (London and New York: Routledge, 2005). ISBN 0-415-21409-2
- A History of Modern Palestine: One Land, Two Peoples (Cambridge University Press, 2004), ISBN 0-521-55632-5
- (společně s Jamilem Hilalem). Parlare Con il Nemico, Narrazioni palestinesi e israeliane a confronto (Milano: Bollati Boringhieri, 2004).
- The Aristocracy: The Husaynis; A Political Biography (Jerusalem: Mossad Byalik, (Hebrew), 2003).
- The Israel-Palestine Question (London and New York: Routledge, 1999; 2006). ISBN 0-415-16948-8
- (společně s M. Maozem). History From Within: Politics and Ideas in Middle East (London and New York: Tauris, 1997). ISBN 1-86064-012-5
- (společně s J. Nevoem). Jordan in the Middle East: The Making of a Pivotal State (London: Frank Cass, 1994). ISBN 0-7146-3454-9
- The Making of the Arab-Israeli Conflict, 1947–1951 (London and New York: I.B. Tauris, 1992; 1994). ISBN 1-85043-819-6
- Britain and the Arab-Israeli Conflict, 1948–1951 (London: St. Antony's College Series, Macmillan Press; New York: St. Martin's Press, 1988). ISBN 0-312-01573-9

### Články
- "What drives Israel?", Essay of the week, Herald Scotland (6 June 2010). [retrieved 23 February 2012].
- "Towards a Geography of Peace: Whither Gaza?", The Electronic Intifada (18 June 2007).
- "Calling a Spade a Spade: The 1948 Ethnic Cleansing of Palestine" Archivováno 5. 6. 2016 na Wayback Machine., article in al-Majdal Magazine (Spring 2006). [retrieved 17 May 2007].
- "Back the boycott," The Guardian, (24 May 2005).
- "Haj Amin and the Buraq Revolt", Jerusalem Quarterly, Issue 18 (June 2003). [retrieved 23 February 2012]
- "The '48 Nakba & The Zionist Quest for its Completion" Archivováno 8. 2. 2019 na Wayback Machine., Between The Lines (October 2002). [retrieved 23 February 2012].
- "The Husayni Family Faces New Challenges: Tanzimat, Young Turks, the Europeans and Zionism 1840–1922, Part II", Jerusalem Quarterly, Issue 11–12 (Winter-Spring 2001). [retrieved 23 February 2012]
- Ilan Pappe, “The Tantura Case in Israel: The Katz Research and Trial,” Journal of Palestine Studies, Vol. 30, No. 3 (Spring 2001), pp. 19–39. [retrieved 23 February 2012].
- Ila Pappé, "The Rise and Fall of the Husainis (Part 1)," Jerusalem Quarterly, Issue 10 (Autumn 2000).
- Ilan Pappé, "Review Essay, Israeli Television's Fiftieth Anniversary "Tekumma" Series: A Post-Zionist View?," Journal of Palestine Studies, Vol. 27, No. 4 (Summer 1998), pp. 99–105, Institute for Palestinian Studies.
- Ilan Pappe, Destruction of al-Aqsa is no conspiracy theory, The Electronic Intifada, 10 November 2015.